# ユアマイ
ユアマイ（タイ語: เยื่อไม้）は、タイ王国の西洋楽器アコースティック・アンサンブルと、男女の歌手からなるルククルン・バンド。専ら1930年代以降にタイの都市部で流行ったルククルンの名曲の数々を、正確な技術に裏付けられた水準の高い演奏で再現し、人気を博した。
1987年から1990年の間に、全部で13枚のルククルン・アルバムを発表した。バンド名のユアマイとは、直訳すると「木の皮膜」。命名は思想家で作家・作詞作曲家のプラパス・チョンサラノン（ประภาส ชลศรานนท์ ）で、「この仕事は、（各個人の）薄い木の皮膜（年輪）が集まって創りあげる大木のようなものだから」ということに由る。
1980年代頃からヤマハ音楽教室（โรงเรียนดนตรียามาฮ่า-日本のヤマハ音楽教室のタイ法人）に通う生徒の演奏技術が飛躍的に向上し、それまで稚拙だった器楽演奏にピッチやリズムの正確さをもたらした。二人の歌手の歌唱技術も従来に比べ大幅に向上して、ルククルンのリバイバル・ブームを牽引した。
特筆すべきは、女性歌手オラウィー・サッチャノーンで、その美しい歌声は「ガラスの鈴の歌声（นักร้องเสียงระฆังเเก้ว）」の異名を取り、1930ｰ50年代に流行した後、下火だったルククルン人気を再燃・復活させ、カセット・テープも併せて累計100万枚以上を売り上げた。ルククルンでは空前にして絶後の売上となり、業界の話題となった。オラウィーの歌声は、この売上に貢献した大きな要因である。

## メンバー
ピアニストでリーダーを務めるのはソンウット・チャルンルアンリット（ทรงวุฒิ จรูญเรืองฤทธิ์）。
ヴァイオリニストのノップ・ソティパン（นพ โสตถิพันธุ์）は首席奏者で、歌手ソティパン・カムルーチャー（โสตถิพันธุ์ คำลือชา）は実の息子。ノップ・ソテイパンは、同じくヤマハ音楽教室のバンドに在籍する者たちの中から以下のメンバーを募り、ユアマイに参加させた。
ドラマーはウィラチャイ・キャオクチー（วีรชัย เขียวขจี）。チェン・チャルイガイ（เจน เฉลยกาย）がダブルベース（コントラバス）。ソムチャイ・フィヤォサムアーン（สมชาย เฟี้ยวสำอางค์）のフルート、ピメート・メートンガーム（พิเนตร เนตรงาม）がギター。
男性ヴォーカルは、警察官でもあったウィラー・バムルンシー（วิระ บำรุงศรี）で、ユアマイの成功で、個人名義や他バンドでの録音も多い。
女性ヴォーカルは、数々の音楽賞・歌唱賞のタイトルを持つことでも有名な歌姫、オラウィー・サッチャノーン(อรวี สัจจานนท์)で、ユアマイを解散後も数多の作品を録音し、その活動はルククルンに留まらずルクトゥンやタイ・ポップのヒット曲も多数ある。
以上が中核をなすメンバーで、その他ゲスト演奏者が参加した作品もある。

## 録音作品
ユアマイの歌と演奏のスタイルは、かつてのルククルンの名曲が殆どで、新曲を録音することは少なかった。また演奏と歌唱もオリジナルに忠実でありながら、オリジナルよりも巧みに歌い、演奏した。高度な演奏技術を持ちながらも、和音にテンション・ノートや代理コードなどの斬新な解釈を与えず、素直にアコースティック器楽の演奏を貫き、ノスタルジックな持ち味が身上となった。
演奏の基本的な構成は、「アコースティック・アンサンブル＋男性歌手のヴォーカル」、「アコースティック・アンサンブル＋女性歌手のヴォーカル」、「アコースティック・アンサンブル＋男女歌手のヴォーカル・デュエット」が、それぞれ同程度の割合で録音され、アルバム1枚につき1曲程度の「ヴォーカル抜きのアコースティック・アンサンブル演奏」が大抵の場合、最終曲に収録された。
それとは別に歌手が登場しない器楽のみの作品集も2枚、録音・発売している。
最初のアルバムは1988年に「キータ・レコード（คีตาแผ่น）」というレーベルからリリースされた。アルバム名は「ユアマイ１（เยื่อไม้ ๑）」で、全て「スンタラーポーン・バンド（วงดนตรีสุนทราภรณ์）」の曲が収録され、パイブーン・スパワリー（ไพบูลย์ ศุภวารี）のスタジオで録音された。
次の「ユアマイ２（เยื่อไม้ ๒）」以降は他の作家たちの作品で構成されている。
主な作家は、パヨン・ムクダー（พยงค์ มุกดา）、ナコン・ムンカラヨン（นคร มงคลายน）、チャリー・インタラウィチット（ชาลี อินทรวิจิตร）、サマン・カンチャナフリン（สมาน กาญจนผลิน）、スラポン・トナワニック（สุรพล โทณะวณิก）など。
ポー・チュンプラヨン（ ป.ชื่นประโยชน์）とカセム・チュンプラディット（เกษม ชื่นประดิษฐ์）はユアマイだけでなく、他のバンドにも楽曲を提供した。
以下、次々とアルバムを発表していった。
「ユアマイ３-朝方（เยื่อไม้ ๓ บานเช้า）」、「ユアマイ４-夕方（เยื่อไม้ ๔ บานเย็น）」、「ユアマイ６-9人毎に１人（เยื่อไม้ ๖ เก้าละคอน）」、「ユアマイ７-9人の匠（เยื่อไม้ ๗ เก้าครู）」「ユアマイ９-舞踏（เยื่อไม้ ๙ ลีลาศ）」「ユアマイ10-スタイル（เยื่อไม้ ๑๐ ลีลา）」「ユアマイ11-研究所（เยื่อไม้ ๑๑ สถาบัน）」が同様のシリーズ・アルバム。
「ユアマイ12－ラヴソング（เยื่อไม้ ๑๒ เพลงรัก）」と、「ユアマイ13-ダンス音楽（เยื่อไม้ ๑๓ เพลงรำ）」がアコースティック演奏の曲が収録されていない全編2人の歌入りアルバム。
「ユアマイ5-木からの声（เยื่อไม้ ๕ เสียงจากไม้）」と、「ユアマイ8-落葉の音楽（เยื่อไม้ ๘ เพลงผลัดใบ）」はヴァイオリニストのノップ・ソティパン（นพ โสตถิพันธุ์）が主演になった作品集だった。
ゲスト演奏者としては、プーシット・ライトーン（ภูษิต ไล้ทอง）が「ユアマイ２（เยื่อไม้ ๒）」と「ユアマイ5-木からの声（เยื่อไม้ ๕ เสียงจากไม้）」でクラリネットを吹いており、ワチャラー・パンニアム（วัชระ ปานเอี่ยม）は「ユアマイ９-舞踏（เยื่อไม้ ๙ ลีลาศ）」収録曲の「新郎のダンス」と「誰も愛してはいけない」でコーラスを担当している。

## 解散後
ユアマイは1990年に「ユアマイ12－ラヴソング（เยื่อไม้ ๑๒ เพลงรัก）」と、「ユアマイ13-ダンス音楽（เยื่อไม้ ๑๓ เพลงรำ）」の２枚のアルバムを同時リリースして、解散した。解散後はCDこそ出さなかったが、金管楽器を加えて一時的に演奏することはあった。また、解散まえのトレードマークだった金色のパッケージではないカセットテープをリリースしたこともあった。
ヴァイオリニストのノップ・ソティパンはユアマイ名義ではなく「田舎のインストゥルメンタル（ชนบทบรรเลง）」というソロ・アルバムを発表。
歌手たちはというと、ウィラー・バムルンシーは国立警察局福祉課の仕事をこなしつつ、「マリラ・ブラジリアン・バンド（วงมะลิลา บราซิลเลี่ยน）」のメンバーで、様々なイヴェントで歌い続けている。
歌姫オラウィー・サッチャノーンは、グラミー（จีเอ็มเอ็ม แกรมมี่）所属の歌手となり、ユアマイ所属時よりも現在の方が有名になって、活躍している。